# 腐肉

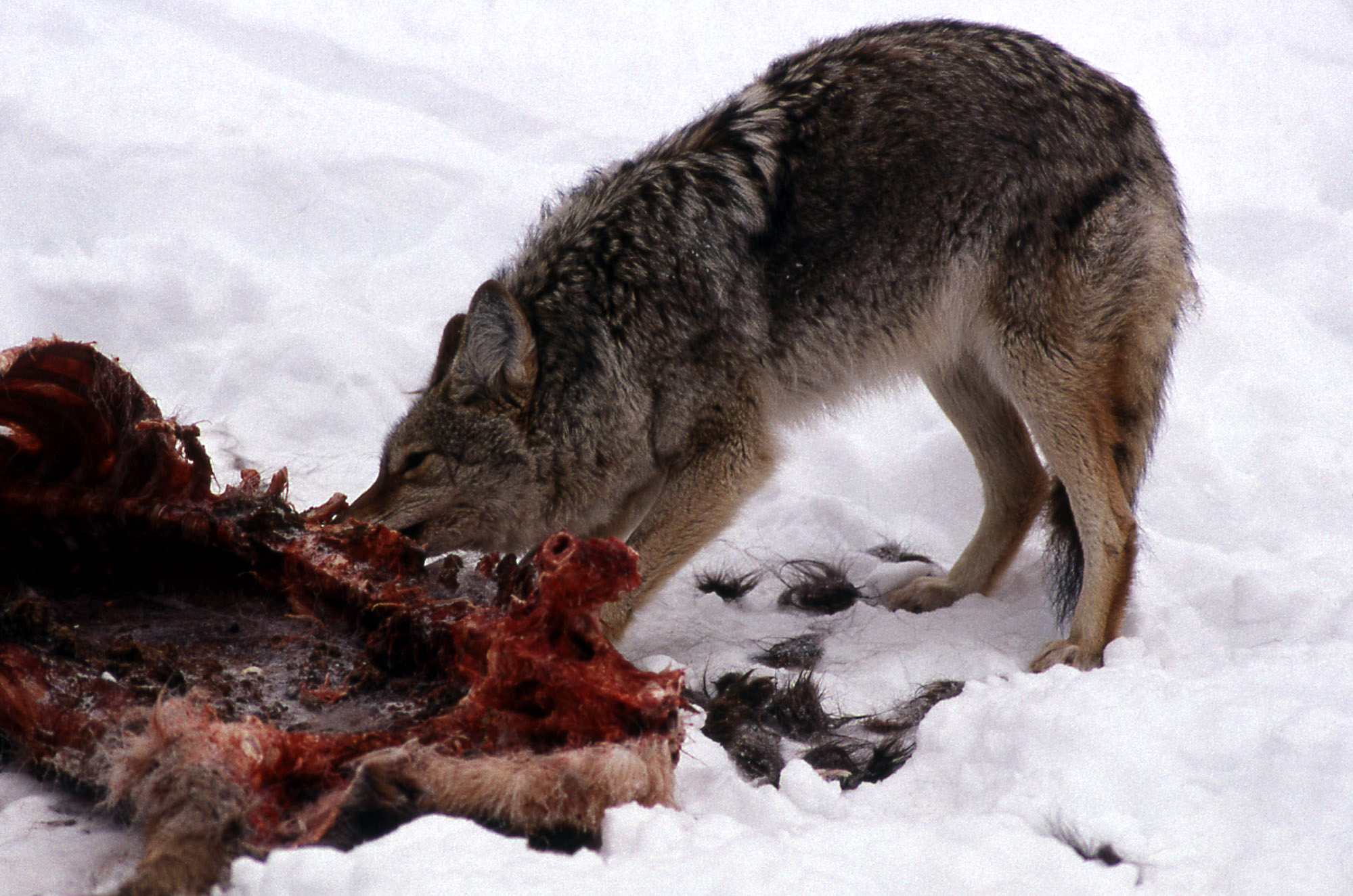
正在進食腐肉的郊狼

腐肉（carrion）是指动物（包括人类）尸体上腐败的软组织。腐肉是大量肉食性和杂食性动物的食物来源之一，而以腐肉为主要食物来源的动物称为食腐动物（如鬣狗、秃鹫等）。许多无脊椎动物，如麗蠅和麻蝇的蛆、埋葬虫，也以腐肉为食物来源，对于动物屍体的氮循环和碳循环起重要作用。
在动物死亡后，腐肉在细菌的作用下开始慢慢降解，产生尸胺（cadaverine）和腐胺（putrescine），并散发出尸臭味。一些植物和真菌可以释放出相似的腐败气味，以吸引昆虫来帮助它们传粉。